# Кринична (станція)
Крини́чна — вузлова вантажно-пасажирська залізнична станція Донецької дирекції Донецької залізниці. Розташована у смт Кринична, Совєтський район Макіївки, Донецької області на перетині двох ліній Ясинувата-Пасажирська — Кринична та Кринична — Вуглегірськ. Від Криничної у напрямку Вуглегірська існує два повороти: правий на Іловайськ (27 км), лівий на Горлівку (26 км). Кринична розташована між такими станціями:
- Макіївка-Пасажирська (7 км);
- Монахове (9 км);
- Ханженкове (6 км);
- Путепровід (3 км).

Станом на кінець грудня 2017 р. сайт Яндекс подає інформацію про наявність приміського руху по станції.